# Мутанти (фільм, 2008)
«Мутанти» (англ. Mutants) — американський фільм жахів 2008 року.

## Сюжет
Жага наживи призводить одного з великих виробників цукрозамінника до того, що він наймає для розробок нової супер добавки чокнутого вченого. Але вчений зовсім не з тих нешкідливих диваків, занурених у світ формул. Отримавши можливість займатися науковими дослідженнями, учений починає проводити експерименти на трупах і живих людях. У підсумку цих експериментів люди починають перетворюватися в диких мутантів, а начальник безпеки фірми, що найняла вченого, намагається перешкодити поширенню цього явищу по всьому світу.

## У ролях
- Майкл Айронсайд — Колонал Гаудж
- Луїс Хертем — Гриф Теріот
- Тоні Сензаміці — командир Сайкс
- Стівен Бауер — Маркус Сантьяго
- Шерон Ландрі — Ерін
- Джессіка Хіп — Ханна
- Річард Зерінге — містер Брейлон
- Армандо Ледюк — Сергій
- Джо Фонтана — містер Слива
- Марті Оларріета — Стелсворт
- Ренді Остін — Бубба
- Марк Гілл — полковник Бріггс
- Калеб Мікаельсон — Міллер
- Арон Біденхарн Коутс — Флауерс
- Деррік ДеНікола — Райан Терайот